# Proclamarea Republicii Italiene
Proclamarea Republicii Italiene pe 2 iunie 1946 a fost un eveniment de primă importanță în istoria Italiei contermporane. Până în 1946, Italia a fost în mod oficial o monarhie constituțională (Regatul Italiei) condusă de Casa de Savoia. În deceniul al treilea al secolului trecut, Benito Mussolini a impus dictatura fascistă în Italia, după Marșul asupra Romei din 28 octombrie 1922. Mussolini a aliat țara cu Germania Nazistă, alături de care a participat la al doilea război mondial. În 1946, Italia a devenit republică, în conformitate cu opțiunea exprimată de majoritatea participanților la referendumul cu privire la viitorul monarhiei. Monarhiștii au afirmat că în timpul referendumului s-ar fi făcut mai multe fraude, dar reclamațiile lor nu au fost investigate serios de noul guvern republican. A fost aleasă o Adunare Constituantă pentru pregătirea noii legi fundamentale a republicii.

## Perioada de până la referendum
Referendumul italian fusese conceput doar pentru a determina dacă șeful statului urma să fie dintr-o familie regală sau trebuia ales prin vot popular. Șeful statului, în ambele cazuri, ar fi trebuit să fie cel care numea membrii guvernului, dar nu ar fi guvernat personal.
Democrația nu era un concept nou în politica italiană. Regatul Piemontului devenise monarhie constituțională odată cu reformele liberale ale regelui Carlo Alberto de Savia – „Statutul Albertino” din 1848. 
Până în 1946 Italia era o monarhie constituțională, bazată pe statutul albertin: aparatul de conducere al statutului era cunoscut ca și Coroana iar conducătorul purta titlul de rege al Italiei. Deținera Coroanei era transmisă în mod ereditar, conform legii de succesiune dinastică. În 1946 Italia devine Republică, deținând o Adunare Constituantă în scopul de a elibera o constituție având valoare de lege supremă a Statului Republican pentru a înlocui statul Albertin, aflat în vigoare până atunci.
A fost vorba despre o perioadă foarte importantă pentru istoria contemporană a Italiei, după douăzeci de ani de regim fascist și implicarea în război. Tranziția a avut loc într-un climat de tensiune și reprezintă un moment controversat al istoriei naționale,plin de evenimente, cauze, efecte, care a fost vazută ca o revoluție pașnică ce a produs mici diferențe față de forma actuală de stat.
Nașterea Republicii a fost însoțită de polemici cu privire la legalitatea referendumului. Suspiciuni de fraudă electorală și alte acțiuni aflate în afara legii, nu au fost înlăturate de istorici constituind obiectul revendicărilor monarhiștilor.
Pe data de 2 iunie 1946 se alegea  de către cetațenii italieni(și femeile care votau pentru prima dată)atât forma de organizare a statului cât și membrii Adunării Constituționale ce trebuiau sa elaboreze Constituția.

### Statul Albertin și Italia Liberală
Constituția Italiei înainte de 1946 era elaborată de statul Albertin adoptată în 1848 de  Carlo Alberto de Savoia,rege al Sardiniei.
În 1861 ca urmare a unificării Regatului Sardiniei, a fost succedat Regatul Italiei, statul nu a fost modificat(nu era prevazută o  revizie a Constituție),a constituit piatra de temelie căruia se supunea noul stat național. Prevedea un sistem bicameral cu Parlamentul format din Camera Deputaților și Senat.
Factorul inovativ fundamental pentru această lucrare era definirea strictă a drepturilor și obligațiilor a instituțiilor(inclusiv a Regelui)reducând puterea de apreciere a alegerilor făcute de înalții oficiali ai Statului introducând un principiu de responsabilitate instituțională.
Echilibrul de putere între Camera Deputaților și Senat, se înclina în favoarea Senatului ce colecta nobilimea(statul avea categoriile fixe din care Regele putea alege Senatorii). Treptat Camera a căpătat o importanță mai mare în funcție de dezvoltarea burgheziei și consensului prin care aceasta trebuia sa ofere siguranță clasei politice, atât necesitatea de a produce o legislație ce ar putea contribui la o clasă politică mai bună prin aplicarea acestor norme.
În 1914 la izbucnirea primului război mondial, Italia putea fi numărată printre democrațiile mondiale în ciuda tensiunilor interne datorate revendicărilor claselor de lucru, precum și a problemei nerezolvate a Bisericii Catolice,  pentru evenimentele din 1870.
Dreptul de vot, limitat inițial doar la categoria celor avuți, și-a extins aria de acoperire.  În 1911, guvernul lui Giovanni Giolitti a introdus sufragiul universal pentru toți bărbații. În această perioadă, prevederile Statutului Albertino nu au fost respectate întotdeauna. În schimb, parlamentul și șeful guvernului au căpătat roluri extrem de importante. La începutul secolului al XX-lea, mai mulți observatori credeau că, spre comparație cu alte țări, Italia se dezvolta în direcția unei democrații moderne. Printre problemele principale pe care trebuia să le rezolve cabinetul se numărau și relațiile dintre regat și Biserica Romano Catolică.

### Fascismul
Primul război mondial a prins lumea in tensiuni interne puternice între state: acestea au fost cauzate de modernizarea societații și nevoia de implicare a maselor populare în  instituțiile politice. Aceste modificări au provocat conflicte fie între națiuni și puteri imperiale, fie în interiorul statelor cu apariția conflictelor între clasele sociale. Această situație a condus la rezultate contradictorii: în unele țări s-a extins grupul de participare democratică a cetațenilor în viața politică națională, în Rusia s-a instaurat un regim socialist și în alte țări au avut loc loc revoluții naționalistice ce au consolidat sentimentul de identitate națională și de apartenență a cetățenilor la propria națiune și impunând un control autoritar asupra vieții cotidiene,  determinând regimurile de tip fascist.
Socialiștii reformiști și catolicii doreau să-și reîînoiască în mod democratic țara, și nu vedeau cu ochi buni investițiile economice și sociale scumpe în timp ce socialiștii maximaliști erau încântați de sosirea la putere a bolșevicilor. Ambele părți refuzau ideologia naționalistă și dorința de a simți că fac parte dintr-o comunitate  naționalistă, aspecte exacerbate ale conflictului mondial.
În acest context mișcarea naționalistă fondată de Mussolini, de italienii fasciști combatanți, care în scurt timp au utilizat dezamăgirea victoriei mutilate pentru prezentarea ca bastion al sistemului politic liberal italian împotriva părții stângi marxistă și revoluționară.
Un sprijin considerabil a fost suportul miscărilor tinerilor burghezi, al aristocrației (regina Margareta de Savoia a fost susținătoarea fascismului ), a clerlui superior, ofițerilor. De fapt sistemul politic ce alesese fascismul a fost victima acestuia fiind înlocuit cu un regim autoritar, militarist și naționalist.
Numirea de către Vittorio Emanuelle al –III-lea al lui Mussolina ca prim ministru în octombrie 1922 dădea regelui puteri vaste de a numi guvernul fiind contrar practicilor stabilite în deceniile trecute. Statul albertin a ieșit golit de conținuturi după instaurarea regimului fascist în 1925.
Poziția cetățenilor în fața instituțiilor în timpul fascismului era supunera în fața regelui și a ducelui și a devenit o condiție slaba de paritate între cetățeni(și instituții) îndepărtându-se de principiile democratice deja realizate.
Reprezentanța a fost puternic condiționată interzicând toate asociațiile și partidele ce nu au fost controlate de partid, ajungând să transforme Camera Deputațior în Camera dei Fasci e delle Corporazioni. În toți acești ani, nu a existat nici o intenție a regalității să se opună fascismului.

### Perioada 1943-1944
Pe 25 iulie 1943, când războiul impotriva  Germaniei se transforma în rău, Vittorio Emmanuelle al-III-lea în acord cu părțile fasciste a retras mandatul lui Mussolini, arestându-l,  adoptând guvernul Mareșalului Pietro Badoglio. Noul guvern a contactat aliații pentru a ajunge la un armistițiu. La anunțul armistițiului Cassible, pe 8 septembrie 1943 Italia a căzut in haos. Vittorio Emmanuelle al –lll-lea, curtea și guvernul au fugit la Roma pentru a ajunge în sud.
Restul războiului continua transformat intr-un război civil cu stabilirea Republicii Sociale Italiene și împărțirea peninsulei în două teritorii antagoniste, unul ocupat de forțele aliate și celalalt de germani cu implicarea oamenilor Înarmați. Administrația civilă a fost marcată de o amprentă militară în ambele teritorii și în toată peninsula erau aplicate metode ale Poliției de Stat, reprimând atât în Nord cât și în sud protestele. Din punct de vedere juridic se observă că ambele teritorii se aflau în condiții de suspendare a regimului constituțional: în sud eliminare fascismului din administrașia publică și frecuperarea sistemului liberal, în nord nu a intrat niciodată în vigoare un sistem constituțional datorită naturii dictatoriale impuse de guvernul german.
Căderea fascismului a deschis posibilitatea de formare, de reconstituire a partidelor libere, distrugând interdicția dictatorială. S-au grupat în jurul unor figuri istorice și carismatice, nuclee politice ce au dat o nouă viață mișcărilor pre-fasciste și partidelor noi,reorganizăndu-se în entități politice ideale, dar nu vor lipsa problemele în ceea ce priveste proporționalitatea între forțe.
După invadarea Italiei de către forțele Axei în 1943, Italia și guvernarea ei au fost rupte în două. Marele Consiliu al Fascismului, în înțelegere cu regele, l-a îndepărtat pe Mussolini de la conducerea guvernului și a format un nou guvern în frunte cu Pietro Badoglio. Germania Nazistă, preocupată de intențiile noului guvern, pe care îl bănuia că a declanșat negocieri separate de pace cu Aliații, a ocupat nordul și centrul Italiei. Parașutiștii germani l-au localizat și l-au eliberat pe Mussolini. Il Duce, având sprijinul politic al lui Hitler, a înființat Republica Socială Italiană în teritoriul ocupat de germani. Mussolini a proclamat răsturnarea monarhiei și a început stabilirea aparatului birocratic al noului stat. Capitala noii RSI a fost orașul Salò, de unde și numele sub care mai este cunoscută Republica Socială Italiană – Republica de la Salò.
Între timp, sudul Italiei, se afla cel puțin din punct de vedere oficial, sub controlul guvernului legitim al lui Badoglio, care considera că conduce un stat continuator de drept al Regatului Italian. În Roma au izbucnit lupte violente între italienii loiali lui Mussolini și sprijinitorii noului guvern, cărora li s-au alăturat opozanții de stânga ai fascismului, care au ieșit din clandestinitate. Regele și guvernul Badoglio au fost nevoi să se refugieze în zona ocupată de aliați în sud. Cu o jumate din Italie ocupată de germani, iar restul în mâinile aliaților, restaurarea drepturilor constituționale a fost amânată datorită dezordinior din țară. Partidele din epoca prefascistă, care fuseseră interzise și trecuseră în clandestinitate, și-au reluat activitatea, intrând în legătură cu populația din regiunile de sub controlul aliaților. Relațiile dintre partide și balanța puterii dintre ele au fost chestiuni care urmau să fie rezolvate în vremurile mai liniștite care urmau să vină. Pentru partidele implicate în mișcarea de rezistență, care se bucuraseră în lupta antifascistă de un anumit sprijin popular, era imposibil de spus care va fi sprijinul aceleiași populații în cadrul procesului electoral. Aproape toate forțele rezistenței erau antimonarhiste. Între aceste forțe și guvernul Badoglio a fost făcut posibilă de decizia Secretarului General al Partidului Comunist Italian, Palmiro Togliatti, care a fost de acord ca problema viitoarei forme de guvernământ să fie amânată pentru a permite concentrarea tuturor italienilor pe problema luptei împotriva regimului marionetă a lui Mussolini – Republica Socială Italiană.

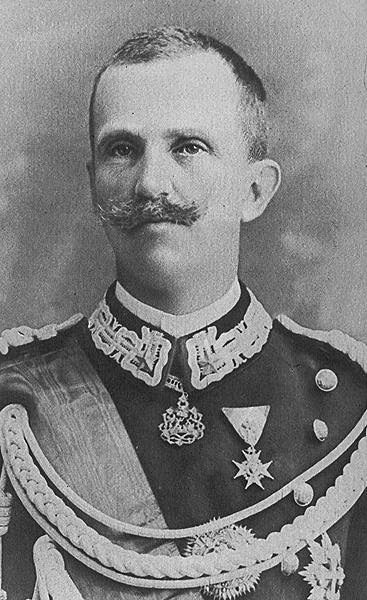
Victor Emmanuel al III-lea

La sfârșitul celui de-al doilea război mondial, Italia era o țară devastată, cu nenumărate victime, o economie distrusă și condiții generale de viață foarte grele. Italia a pierdut imperiul colonial pe care și-l crease în ultimele două decenii, iar țara era ocupată de trupele străine.
Reapariția forțelor politice capabile să înlocuiască fascismul nu putea fi validată decât de ținerea primelor alegeri libere. După încheierea luptelor, a mai fost nevoie de câteva luni pentru reorganizarea instituțiilor statului. Prima problemă importantă părea cea legată de familia regală, învinuită de legăturile cu regimul fascist, aprobarea tacită a războiului și implicit de înfrângerea în conflict.
Tradițiile republicane italiene își aveau rădăcinile în Republica Romană, dar aveau un caractar mai degrabă teoretic, după cum aprecia de altfel  Niccolò Machiavelli în lucrarea sa Il Principe.  Lupta pentru o Italie republicană independentă față de marile puteri, fusese repornită de Giuseppe Mazzini în secolul al XIX-lea. Mișcarea Giustizia e Libertà, care continua ideile lui Mazzinian, a fost a doua forță ca importanță din cadrul rezistenței. Giustizia e Libertà s-a alăturat Comitetului de Eliberare Națională (CLN). Cea mai mare parte a partidelor politice a căzut de acord că viitorul șef al statului putea fi ales în urma unui referendum popular.

## Discuțiile politice în perioada postbelică

### Problema reprezentativității
Noile formațiuni(incluzând și cele existente înaintea fascismului) pe cât de rapid reorganizate cu structuri adecvate nu se puteau prezenta în confruntarea ideilor oricarui semn politic, nu aveau documentația necesară susținerii cuiva:nerealizându-se alegerile nu se știa care partid avea cea mai mare susținere din partea cetățenilor. Acest lucru limita viața politică italiană ce nu oferea mari contribuții dezbaterilor ideologice-teoretice.
Partidele ce au dat viață republicii au constatat eradicarea completă a fascismului, lupta împotriva Germaniei naziste și redobândirea teritoriilor nordice în jurisdicția națională în asa numitul Regatul de Sud. Proiectul comun prevedea o penininsulă anti-fascistă sub un sistem politic ce nu se afla în mari contradicții cu modelele impuse de forțele aliate. În sud  erau susținători ai fascismului organizați în partide, implicându-se în mod voluntar in fortele RSC in Flottiglia Mass della Republica Sociale, care cel puțin în acel stadiu a incercat să păstreze onoarea națională.
În nord erau adversarii care voiau să elimine ideea fascistă și nu puteau să se alăture în mod similar partidelor politice singura alegere era aceea de a lucra cu partizanii. Unul din domeniile în care problema de reprezentativitate a fost mai convingătoare a fost aceea a luptei partizanilor în care concurau pentru formarea puterilor Comitetului  de eliberare Națională(CLN);
În CLN ce a fost organizat ca formă spontană au existat diferite interpretări cu privire la acțiunile ce urmează să fie făcute. Nu doar în ceea ce privește tactica cât și în ceea ce privește strategia. În cea mai mare parte a componenților partizani erau infiltrați agenți străini, și rupturile între diferitii componenți, erau rezolvate de conducerea CLN.
Un fel de pseudo-legitimare părea să vină din susținerea primită  de la puterile străine. Situația nu s-a schimbat, nu erau motive pentru a considera un partid mai important decât altul, și fiecare idee era mai importantă decât altele.
Când a prins contur ideea partidului Republican, s-a discutat forma de organizare a statului, neprevăzând o mare reprezentativitate a partidului în viitor, s-a aprins totuși o intrebare ce risca să răstoarne alianța dintre partide foarte diferite.

### Monarhie sau republică
Deși temporar abordată problema formei pe care ar trebui sa o aibă statul  italian după sfârșitul războiului, a devenit una dintre cele mai mari probleme politice. Cea mai mare parte ce susținea CLN era republicană, fiind împotriva monarhiei și a lui Vittorio Emanuelle al-lll-lea, responsabilitatea că au permis fascismului să se afirme, să conducă Italia timp de 20 de ani, și implicarea intr-un război de agresiune.
Ideea republicană în Italia a avut drept precursor pe Giuseppe Mazzini, un susținător al unificării Italiei în sec XIX, reconecta miscarea Justiție și Libertate, creată de frații Rosseti, în situația de opoziție impotriva fascismului.
Concluzia a fost aceea că la sfârșitul războiului trebuia organizat referendumul, pentru a se alege forma de organizare a statului. Împreună cu acest referendum se va vota și Adunarea Constituantă ce trebuia sa realizeze o nouă constituție. Vittorio Emanuelle al-lll-lea  a abdicat, fiul acestuia Umberto se bucura de o mare popularitate, fapt ce dădea speranței recuperării cauzei monarhice.

### Organizarea referendumului
Decretul viceregal nr. 151 din 25 iunie 1944 adoptat în timpul guvernului Banomi, tradus în conformitate cu acordul că la sfârșitul războiului toți locuitorii vor alege  o forma de guvernare a Statului și o Adunare Constituantă.
Punerea în aplicare a decretului a trebuit să aștepte până ce situația internă  a Italiei s-a consolidate și clarificat: în aprilie 1945(sfârșitul războiului), Italia era o țară învinsă ocupată de trupe străine, deținea un guvern ce obținuse titlul de cobeligerant  și o parte a populației a contribuit la eliberarea  țării de ocuparea tedescă. Doar în primăvara anului următor a fost posibilă punerea în aplicare a decretului  privind referendumul.
Campania electorală a fost  marcată de incidente și conflicte  mai ales  în nord unde monarhiștii au trebuit să lupte cu republicanii. În scopul garantării ordinii publice a fost creat de către Ministerul de Interne, condus de socialistul Giuseppe Romita, un organism auxiliar de Poliție care au avut forme discutabile de recrutare (în special discreționare), și au fost acuzați de monarhiști că ar fi susținut cauza republicanilor.
Pe 16 martie 1946 principele Umberto a decretat după cum este prevăzut acordul din 1944 ca forma instituțională a Statului  va fi decisă prin intermediul referendumului simultan cu Adunarea Constituantă.
Decretul pentru organizarea referendumului spunea:”…în cazul în care majoritatea alegătorilor cer…”, frază ce putea lăsa să se înțeleagă  că există și posibiltatea ca nicio formă instituțională propusă(monarhie sau republică) să ajungă la majoritatea voturilor. Ambiguitatea acestei expresii va fi cauza unor dezbateri aprinse.
Literalmente în conformitate cu decretul pentru referendum forma instituțională  câștigătoare va trebui să dețină majoritatea voturilor, deci majoritatea acordurilor din suma totală a voturilor pentru monarhie, republică și buletine de vot goale și buletinele anulate.

### Abdicările
Regelui Victor Emanuel al III-lea i s-a cerut în 1946 să abdice și să accepte ca pe tron să se urce fiul său Umberto. Regele Victor Emanuel era prea compromis de cooperarea cu fasciștii. După abdicarea lui Victor Emanuel, pe tron s-a urcat Umberto al II-lea, fiul său. Deși s-a spus că abdicarea a fost impusă de antimonarhiști și adversarii casei regale, casa regală avea la rândul ei interese importante în aceasta manevră. Era în interesul casei regale de Savoia ca pe tron să se afle un rege popular. Umberto era mult mai acceptabil, remarcându-se prin cu totul alte calități decât tatăl său, despre nu se știa decât că era un mare colecționare de monede (peste 114.000 de exempoare). Umberto a fost bine primit de populație, în ciuda faptului că soția lui, Maria José, o femeie foarte cultivată, elegantă și frumoasă, a fost ținută oarecum în umbră. Umberto al II-lea a fost numit Il Re di Maggio (Regele din Mai), dat fiind faptul că s-a aflat pe tron doar 40 de zile.
Cel câteva acțiuni ale sale au fost considerate în general ca fiind corecte și responsabile. El a reușit să calmeze în mai multe ori frământările din țară, declarând că va accepta rezultatele alegerilor generale. El a acceptat rezultatele cu  noblețe. În discursul său de rămas-bun el a cerut italienilor să servească Patria, dezlegandu-i de loialitatea față de coroană.
Legăturile interne și internaționale ale lui Maria José, care avusese contacte cu partidele de stânga și cu foștii inamici încă de la începutul războiului, au fost considerate că ar fi avut o anumită importanță în momentul decisiv. Dar ea nu a reușit să producă un curent de opinie favorabil aliaților. Maria José a fost respectată ca soție a unui distins membru al elitei italiene, dar a fost și simbol al caracterului nehotărât și nesiugur al dinastiei de Savoya, deschisă oricărui compromis care s-ar fi dovedit favorabil la un anumit moment.

## Referendumul
Printr-un decret de locotenență guvernamentală (Decreto legge luogotenenziale 25 giugno 1944, n. 151) al regelui Vittorio Emanuele se proclama organizarea unei adunări constituante care, după încheierea războiuli, să schițeze noua constituție a țării și să se pronunțe asupra viitoarei forme de guvernare.
Discuțiile instituționale au fost accelerate din primăvara anului 1946.
- 1 martie – guvernul lui Alcide De Gasperi și-a dat aprobarea finală cu privire la organizarea unui referendum în privința viitoarei forme de guvenământ – republică sau monarhie.
- 12 martie – guvernul a chemat populația să voteze pentru alegerera unei Adunări Constituante și la referendumul cu privire la soarta monarhiei în Italie.
- 18 martie – regele (în momentul acela doar „locotenent” la conducerea statului) și-a anunțat inteția de a abdica în favoarea fiului său Umberto (numit „locotenent general”). Data aleasă pentru abdicare era aceeași cu aniversarea intrării Aliaților în Roma.
- 25 aprilie – la congresul Democrazia Cristiana, Attilio Piccioni a afirmat că, în rândurile partidului, 60% dintre membrii de partid sunt în favoarea republicii, 17% în favoarea monarhiei, iar restul sunt nedeciși.
- 9 mai – Vittorio Emanuele a părăsit Italia din portul Neapole, după o întrevedere lungă cu fiul și urmașul său desemnat, Umberto.
- 10 mai – în dimineața acelei zile, Umberto a anunțat că este noul rege al Italiei. În dupăamiaza aceleiași zile, guvernul a schimbat formula cu care se încheia orice decret sau sentință de la „.... rege al Italiei, prin grația lui Dumnezeu și voința națiunii” la mai simpla „... rege al Italiei”. A fost un gest de ostilitate față de noul rege, care pare azi total nenecesar, de vreme ce toate puterile suveranului fuseseră „înghețate” până la clarificarea poziției sale prin referendum.

Campania politică a referendumului a fost pigmentată cu numeroase incidente, în special în nordul Italiei, unde monarhiștii trebuiau să facă față atacurilor atât a republicanilor cât și a foștilor fasciști ai Republicii Sociale Italiene. Printr-un al doilea decret de locotenență (Decreto legge luogotenenziale 16 marzo 1946, n. 98),referendumul a fost convocat pentru zilele de 2 și 3 iunie 1946. Întrebarea la care trebuiau să răspundă italienii era foarte simplă: „republică” sau „monaarhie”.
Ministrul socialist de interne Giuseppe Romita a organizat în corp de poliție auxiliară „Polizia Ausiliaria”, implicată în numeroase controverse datorită procedurilor discreționare de recrutare a agenților.
În ziua de 2 iunie și dimineața lui 3 iunie 1946 avea loc referendumul pentru a se alege forma instituțională de guvernare dintre monarhie și republică . Sursele oficiale vorbeau despre o majoritate a voturilor valide pentru republică.
Pe 10 iunie la ora 18:00 în „Sala della Lupa a Montecitorio” , Curtea de Casație  a publicat rezultatele referendumului; așa cum le-au fost trimise de prefectura(republica obține 12.717.923 de voturi iar monarhia 10.719.284) fără însă a se proceda la proclamarea republicii și stabilește 18 iunie  afișarea rezultatului definitiv al referendumului după contestații, proteste și reclamații.
În noaptea de 12 iunie se reunește guvernul lui De Gasperi. De Gasperi primește în cursul zilei o comunicare scrisă de la Quirinal în care regele își declara întenția de a respecta rezultatul voturilor ajungând astfel la judecata definitivă a Curții de Casație stabilită de lege.Scrisoarea a suscitat preocuparea miniștrilor ce doreau proclamrea imediată  a republicii(conform celebrei fraze a reprezentantului Giuseppe Romita: ori republica ori haos), în același timp era necesar să se facă față creșterii protestelor monarhicilor, aveau loc represalii sângeroase în Napoli unde 9 manifestanți și-au pierdut viața îar 150 au rămas teferi. În aceeași zi de 12 iunie o manifestație monarhică a fost dispersată în mod  violent.
Consiliul miniștrilor, care conform proclamării provizorii din 10 iunie a creat un regim  tranzitar conform căruia atribuțiile șefului Statului treceau al președintele consiliului. Ministrul Trezoreriei Epicarmo Corbino îl întreba pe De Gasperi dacă își dădea seama  ce responsabilitate mare își asuma din moment ce putea apărea ca un uzurpador al tronului.
Umberto a reacționat cu o proclamație, în care vorbea despre gestul revoluționar al guvernului totodată în fruntea acțiunilor guvernului Umberto al-II-lea informat de generalul Maurice Stanley Lush că angloamericanii nu au intervenit în apărarea suveranului și  a siguranței sale, chiar și în caz de încălcare flagrantă a legii în special în cazul unui atac al Quirinalului susținut de adepții miniștrilor republicani, care doresc să evite orice posibilitate a declanșării unui război civil după faptele petrecute în Napoli, Umberto al-IIlea a hotărât să părăsească Italia.
Plecarea regelui a dat undă verde proclamării republicii din moment ce Curtea de Casație nu avea decât să aprobe un fapt împlinit. Această declarație a fost inutilă, Republica a obținut majoritatea  absolută din numărul total de votanți.
În 1960 președintele Curții de Casație, Giuseppe Pagano, într-un interviu declarat în Tempo din Roma, a afirmat că legea de instituire a referendumului avea o aplicabiliate imposibilă, întrucât nu a dat nici un moment  Curții de Casație  pentru a efectua lucrările sale de investigație  și acest lucru a fost mult mai evident prin faptul că instanțele de apel nu au reușit să trimită înregistrările  la Curtea Supremă de Justiție până la data scadentă.
În cele din urmă”angoasa” guvernului de a declara republica a dus la „lovitura de stat ” înainte ca  Curtea Supremă să stabilească rezultatele definitive. Motivul pentru care guvernul nu dorea să aștepte  reuniunea Curții de Casație, fixată pe 18 iunie, se concentrează în principal asupra riscului de lovituri monarhice cu evidente pericole de război civil. Partea monarhică susținea că guvernul nu acorda timp Curții Supreme pentru a reverifica buletine de vot, control ce ar fi descoperit orice fraudă.
În conformitate cu prevederile legii italiene, Curtea de Casație (Corte di Cassazione) trebuia să valideze rezultatele referendumului. Dar Curte de Casație nu a fost capabilă să proclame rezultatele finale decât pe 16 iunie, la trei zile după ce guvernul în numise deja pe premierul  De Gasperi șef provizoriu al statului.

## Rezultatele referendumului

Rezultatele referendumului

Referendumul a dat câștig de cauză republicanilor, care au votat împotriva monarhiei în proporție de 54,3%. Rezultatele referendumului pot fi apreciate din punct de vedere critic ținând seama de mai mulți factori. Cel mai important, Italia a apărut ca o țară divizată în două: nordul republican (66.2%) și sudul monarhist (63.8%).
- Regiunile care au votat pentru monarhie:

| Regiunea          | Procentaj de voturi pentru monarhie | Nr. de voturi pentru monarhie | Nr. de voturi pentru republică |
| Lazio             | 51.4%                               | 711.260                       | 740.546                        |
| Abruzzi și Molise | 56.9%                               | 286.291                       | 325.701                        |
| Campania          | 76.5%                               | 103.900+241.973+153.978       | 241.768+903.651+414.521        |
| Puglia            | 67.3%                               | 147.376+ 320.405              | 449.253+511.596                |
| Basilicata        | 59.4%                               | 108.289                       | 158.345                        |
| Calabria          | 60.3%                               | 338.959                       | 514.344                        |
| Sicilia           | 64.7%                               | 329.874+379.831               | 708.874+594.686                |
| Sardinia          | 60.9%                               | 206.192                       | 321.555                        |

- Regiunile care au votat pentru republică:

| Regiunea                | Procentaj de voturi pentru republică | Nr. de voturi pentru monarhie     | Nr. de voturi pentru republică  |
| Piemont                 | 56.9%                                | 803.191+ 412.666                  | 537.693 + 381.977               |
| Valle d'Aosta           | 63.5%                                | 28.516                            | 16.411                          |
| Liguria                 | 69.0%                                | 633.821                           | 284.116                         |
| Lombardia               | 64.1%                                | 1.152.832+422.557+304.472+404.719 | 542.141+241.924+148.688+346.995 |
| Trentino-Tirolul de Sud | 85.0%                                | 192.123                           | 33.903                          |
| Veneto                  | 59.3%                                | 648.137+403.424+ 339.858          | 504.405+252.346+199.019         |
| Emilia-Romagna          | 77.0%                                | 646.214+ 880.463                  | 241.663+213.861                 |
| Toscana                 | 71.6%                                | 487.039+456.005+338.039           | 193.414+194.299+119.779         |
| Umbria                  | 71.9%                                | 336.641                           | 168.103                         |
| Marche                  | 70.1%                                | 499.566                           | 212.925                         |

Cei care au votat au fost în număr de 24.947.187. Rezultatele oficiale ale referendumului instituțional au fost:12.718.641 voturi pentru republică(54.3%), și 10,718,502(45.7%), iar 1.498936 voturi nule.

## Rezultatele votului pentru Adunarea Constituantă
| Partidul                       | Procentaj de voturi | Locuri |
| Democrazia Cristiana           | 37,2%               | 207    |
| Partito Socialista             | 20,7%               | 115    |
| Partito Comunista              | 18,7%               | 104    |
| Unione Democratica Nazionale   | 7,4%                | 41     |
| Fronte dell'Uomo Qualunque     | 5,4%                | 30     |
| Partito Repubblicano           | 4,1%                | 23     |
| Blocco Nazionale della Libertà | 2,9%                | 16     |
| Partito d'Azione               | 1,3%                | 7      |
| alte partide                   | 2,3%                | 13     |

## Analiza rezultatelor
Rezultatul din Venezia Tridentina (Trentino-Tirolul de Sud), în care republicanii au obținut cel mai bun rezultat (85%), a fost apreciat ca un rezultat al efect al politicii naționaliste fasciste, care refuzase orice formă de autonomie culturală locuitorilor vorbitori de limbă germană. Alți cercetători au pus dimpotrivă acest rezultat pe seama prezenței fasciștilor în regiune. Aceste elemente se opuseseră regelui Vittorio Emmanuele care îl demisese pe Mussolini și care acceptase o pace separată cu aliații și declarase război Germaniei.
Monarhiștii au avut suspiciuni cu privire la rezultatele referendumului din această regiune.
Unii sociologi și statisticieni au afirmat, (argumentele lor fiind preluate mai apoi de liderii politici ai momentului) că populația cu un grad mai înalt de educație a sprijinit republica, în vreme ce populația săracă sau analfabetă a sprijinit monarhia. Cu toate acestea, ar trebui spus că rata analfabetismului în Italia era aproximativ egală în toate regiunile Italiei, necunoaștera de carte neputând fi la prima vedere un factor determinant al votului pentru monarhie.
Alte interpretări ale diferențelor de vot dintre sudul și nordul Italiei aminteau de istoria diferită a celor două regiuni între 1943 și 1946: după semanrea armistițiului, regele a fugit în sudul Italiei, care era deja sub controlul Aliaților. Odată cu ocupația aliată, populația a beneficiat de o situație relativ bună față de nordul devastat de război.
În regiunile nordice, prezența trupelor germane, a fasciștilor Republicii Sociale Italiene, a partizanilor, a soldaților italieni lăsați la vatră și a trupelor aliate în înaintare, au dus la o situație haotică. Se pare că iatalienii din nord s-au considerat trădați și abandonați de rege, a cărei atitudine șovăielnică de dinainte și de după semanrea armistițiului cu aliații a împiedicat declanșarea unei lupte de rezistență antigemană și a facilitat ocuparea a jumate din țară de către trupele Reichului. Peste 650.000 de soldați italieni au fost luați prizonieri și au fost internați în lagăre din Gemania, iar regele a fost făcut responsabil pentru soarta lor.
Cel mai mare numar de voturi anulate a fost înregistrat în Valle d'Aosta, considerat unul dintre fiefurile Casei de Savoia.
Există analiști care au sugerat că participarea la vot a femeilor a dus la creșterea sprijinului pentru cauza republicană. Monarhiștii au afirmat că prezența la vot a femeilor a fost posibilă datorită presiunilor partidelor de stânga, iar electoratul feminin și-ar fi manifestat la urne recunoștința pentru aceste paritde.
Rezultatele voturilor pentru câștigători au fost mult sub așteptări.
Au fost propuse diferite interpretări sociologice și statistice ale voturilor ce au zărit influențele condițiilor economice de moment, de apariția electoratului feminine. O sugestie susținută de unii este aceea că preferință dintre monarhie și republic se regăsește într-o diferențiere socială:clasele instruite erau republicani în timp ce  clasele unde domina analfabetismul aveau o preferință pentru monarhie.
Datele din Trentino unde Republica obținuse 85% din voturi, a fost explicată de aversiunea populației locale pentru politivca naționalistă și autoritară a fascismului, identificată de aceștia cu monarhia.
În regiunile din Nord, Piemonte istoric legată de Cassa de Savoia , republica a învins cu 56.9%. Regiunea cu cel mai mare procentaj de voturi nule este Valle D’Aosta, alt teritoriu legat istoric de Casa de Savoia.
Conform datelor votului Italia era impărțită în sud monarhică și în nord republicană. Cauza acestei dihotomii  poate fi cautată în istoria celor două părți ale Italiei, după armistițiul din 8 septembrie 1943.

## Acuzațiile de falsificare a votului popular
Rezultatele referendumului au fost puternic contestate de monarhiști. Ei au considerat că rezultatele au fost ori falsificate, ori raportate sau interpretate greșit. Printre motivele invocate de monarhiști în favoarea afirmațiilor lor se pot aminti următoarele fapte:
- Mulți prizonieri de război erau în afara țării, aflandu-se în imposibilitatea de a vota. Referendumul a fost organizat intenționat în această perioadă neasteptându-se revenirea acestora.
- Părți ale unor provicii răsăritene (Trieste, Gorizia și Bolzano) nu fuseseră reintegrate în Italia, iar locuitorii de aici nu au votat.
- Circa 200 de funcționari au fost demiși în mod ilegal de ministrul justiției Palmiro Togliatti din comisiile de revizuire a 35.000 de circumscripții electorale.
- Intimidările și avertismentele din partea lui Palmiro Togliatti sau a altor miniștri împotriva judecătorilor de Curtea de  Casație.
- Violențele campaniei electorale au prejudiciat grav campania monarhistă. Poliția Auxiliară a fost acuzată că a contribuit direct la declanșarea violențelor.
- S-a proclamat victoria electorala a republicanilor fară să aștepte ca, Curtea de Casație să realizeze procedura de proclamație după  rezolvarea contestațiilor,protestelor.
- Analizele statistice au aratat că numarul voturilor era mai mare decat cel numărul posibililor votanți. În condițiile haosului din țară ar fi fost posibil ca să fi existat persoane care au votat folosindu-se documente de identitate false.
- Primele rezultate ale numărării voturilor arătau o posibilă victorie clară a monarhiștilor. În dimineața zilei de 4 iunie, Papa Pius al XII-lea a fost informat că monarhiștii au ieșit învingători. De asemenea, se afirmă că premierul Alcide De Gasperi i-a scris lui Falcone Lucifero, Ministro della Real Casa (secretarul regelui), că el credea că monarhiștii au învins, în timp ce ministrul de interne era încrezător în victoria republicanilor. În dimineața zilei de 5 iunie a fost numărat un număr mare de voturi pentru repubică, situația schimbându-se radical.

Monarhiștii au depus numeroase plângeri cu privire la abuzurile din timpul referendumului, și se pare că unele dintre ele nu au fost examinate. Ei au apreciat că au pierdut în mod incorect mai mult de trei milioane de voturi, voturi care ar fi asigurat victoria lejeră a monarhiștilor.

## Explicații posibile pentru votul dat republicanilor
Vittorio Emanuele a fost perceput în epocă ca un lider prea slab pentru complexitatea evenimentelor vremii și de aceea a fost un personaj foarte nepopular.
În 1938, regele nu a reacționat în nici un fel la emiterea legilor antievreiești. Aceste legi erau foarte nepopulare printre italieni, deoarece evreii participaseră la viața socială din peninsulă la toate nivelurile, iar persecutarea lor era privită ca nedreaptă și impusă din afară, neavând nicio legătură cu sentimentele oamenilor de rând. În cadrul armatei, mai mulți ofițeri de origine evreiască s-au sinucis mai înainte de a fi trecuți forțat în rezervă. În acest fel, chiar și sprijinul armatei pentru monarhie și pentru fascism a fost subminat.
Casa regală a fost stânjenită de activitatea principesei Maria José în timpul războiului. Fără să aibă acordul socrului ei, regele, ea a inițiat o serie de negocieri cu Aliații încă din 1943, în încercarea de a asigura încheierea unei păci separate pentru Italia. Inițiativele sale diplomatice, care  nu au putut fi ținute secrete, au fost considerate de unii monarhiști ca trădări, semne evidente ale slăbiciunii, indeciziei și nepriceperii regelui. Regele și familia sa erau considerați ca fiind în  măsură egală împotriva fascismului dar și a aliaților – casa regală trimitea tinerii italieni să lupte împotriva americanilor și englezilor și în același timp negocia o pace separată cu ei. În ciuda bunelor sale intenții, Maria José a făcut ca familia regală să pară neunită și incapabilă să se plaseze în poziția potrivită pentru rezolvarea problemelor majore ale națiunii.
Reputația casei regale a fost și mai mult afectată de episodul „Bridisi” – fuga regelui și a apropiaților lui din Roma la Brindisi, pentru a-și asigura securitate, doar cu câteva ore mai înainte de semnarea armistițiului. Roma a fost practic abandonată de conducători, iar Papa a fost lăsat fără protecție.

## Consecințele referendumului
Deși de multe ori a primit informații cu privire la fraudele electorale, Umberto al-ll-le a preferat să accepte faptul împlinit, deoarece alternativa putea fi un război civil între monarhiști și republicani, lucru ce era să se intâmple după faptele petrecute în Napoli, dorind să se evite conflictele pentru o țară abia ieșită din război, pe 13.06 Umberto al-ll-lea  a plecat cu avionul de la Ciampino după ce a emis o proclamație unde se vorbea despre gestul revoluționar al Consiliului Miniștrilor.
Umberto al-ll-lea nu a recunoscut rezultatele și valabilitatea  referendumului. Niciodată nu a renunțat la Coroana. Noua constituție Republicană elaborată de Adunarea Constituantă aleasă odată cu votarea referendumului, a construit noi dispoziții tranzitorii ce interzicea intrarea lui Umberto și a  barbaților descendenți  în Italia.
Aceste dispoziții au fost abolite doar în octombrie 2002, iar principile Vittorio Emanuele, fiul lui Umberto al II-lea, a revenit în Italia în decembrie același an pentru o scurtă vizită la Vatican.
Revenirea asupra exilului familiei regale a fost urmarea unor dezbateri juridice și politice în societatea italiană, care au durat mai multe decenii.

## Cronologia referendumului
- 1 martie-guvernul condus de Alcide de Gasperi, a inițiat procedurile pentru realizarea referendumului privind perfecționarea proiectului de lege, care reglementează problema de vot, în mod clar și direct(monarhie sau republică).
- 12 martie- referendumul este organizat în zilele de 2 și 3 iunie a aceluiași an și sunt convocate Comisiile(Decretul Viceregal, nr.98)
- 16 martie- Umberto de Savoia semnează decretul Viceregal, nr 98, ce anunța referendumul. În aceeași zi sunt făcute publice câteva declarații ale lui Vittorio Emanuelle III care anunță intenția sa de a abdica.
- 25 aprilie- La congresul Creștin Democrat Attilio Piccioni relevă faptul că după o investigare internă, punctele de vedere ale celor inscriși în partid sunt:60% în favoarea Republicii, 17% în favoarea monarhiei, 23% sunt indeciși.
- 9 mai-Vittorio Emanuele III abdică și părăsește Italia plecând din Napoli cu o navă.După plecare urmează o lungă întâlnire cu Umberto.
- 10 mai- Dimineață Umberto anunță abdicarea tatălui și numirea lui ca rege al Italiei. Guvernul modifică formuls instituțională prin care noul rege ar fi semnat actele: ”de la Umberto al-II-lea prin harul lui Dumnezeu și voința națiunii, rege al Italiei…”la Umberto al-II-lea, regele Italiei.
- 2 iunie- Prima zi de vot pentru referendumul instituțional și pentru Adunarea Constituțională.
- 3 iunie- a-2-a zi de vot.
- 4 iunie- În mijlocul examinărilor monarhia se anunță câștigătoare. Surse apropiate ale poliției anunță pe Papa Pio XII, victoria monarhiei.
- 5 iunie- De dimineața De Gasperi îl anunță pe Umberto al-II-lea Victoria monarhiei. Ulterior pe baza rapoartelor carabinierilor provenite din secțiile de votare, De Gasperi îl sună pe ministrul casei regale Falcone Lucifero pentru ai comunica Victoria monarhiei. Totodată, seara Ministerul de Interne  prezidat de republicanul  Giuseppe Romita anunța în mod oficial că republica a câștigat. Monarhiștii au început să atace Curtea de Casație.
- 10 iunie- Curtea de Casație comunică rezultatele provizorii așa cum erau venite de la prefectura, rezervându-și dreptul de a publica rezultatele definitive și decizia finală privind contestațiile, protestele și reclamațiile pe 18  iunie. Totodată majoritatea mass-media anunță victoria Republicii și încep să solicite în mod insistent plecarea lui Umberto al –II-lea. În aceste zile manifestările monarhice, în special în marile orașe din Sud( Napoli, Roma, Taranto) sunt reprimate în mod violent fără acoperire de către presă.
- 12 iunie-Republicanul Togliatti conform miilor de plângeri de fraudă ce continuau să “apese” Uniunea Monarhică Italiană, informează că buletinele de vot “nu sunt aici, probabil sunt distruse…”. De fapt saci de buletine de vot sunt găsite în locuri diverse. Potrivit pronunțării Curții de pe 10 iunie a făcut publice rezultatele provizorii dar nu rezultatele finale, guvernul decide fără să aștepte  ședința Curții de Casație fixată pe 18 iunie, pentru a transfera atribuțiile primului ministru Alcide de Gasperi, șeful  provizoriu de stat.
- 13 iunie- Umberto al-II-lea după ce a făcut publică proclamația prin care contest poziția guvernului, violarea legii și comportamentul revoluționar al miniștrilor ce nu au atins rezultatul definitiv al Curții de Casație, dorind să evite un război civil, pleacă cu avionul în Lisabona.
- 17 iunie- Din Portugalia, Umberto al –II-lea scrie ministrului Falcone Lucifero ,,gândindu-mă la ultimele ore petrecute la Roma,când mi-a  fost zis că indepărtându-mă pentru puțin de oraș, totul va fi mai simplu, este în schimb acea șmecherie pe care nu vreau să o menționez aici în termini familiari”.
- 18 iunie- Curtea De Casație cu 12 magistrați împotriva a 7, chiar și cu votul contrar al președintelui Giuseppe Pagana, confirmă victoria Republicii.